# Viitor (gramatică)
În gramatică, termenul „viitor” denumește în sens general o valoare temporală de bază, prin care vorbitorul situează o acțiune, o întâmplare, o stare etc. după momentul vorbirii. Viitorul este opus altor două valori temporale de bază, prezentul și trecutul. În sens restrâns, un timp viitor este, în unele limbi, o anumită formă a verbului, o anumită paradigmă care exprimă o nuanță a acestei valori temporale. În acest sens pot exista mai multe forme de viitor.
Această definiție se referă numai la folosirea viitorului ca timp numit „absolut”, adică numai în raport cu momentul vorbirii, de regulă în propoziții independente sau principale. Viitorul mai poate fi și un timp numit „relativ” sau „de relație”, adică folosit în raport cu alt verb, care este la alt timp de bază sau la altă formă de viitor, mai ales când ambele verbe sunt în aceeași frază.
În funcție de limba considerată, există mai multe sau mai puține forme de viitor. Acestea diferă după mod, diateză, aspect, mod de acțiune, raportul temporal exprimat, registrul de limbă și factori pragmatici. Tot în funcție de aceste noțiuni, formele de viitor pot fi simple sau compuse, cele dintâi alcătuite cu ajutorul unor afixe, cele din urmă cu verbe auxiliare sau semiauxiliare. Cele simple sunt caracteristice mai ales limbilor cu un grad relativ mare de sintetism, cele compuse – limbilor cu un grad relativ mare de analitism.
Valoarea temporală de viitor este uneori exprimată nu numai cu forme specifice pentru acesta, ci și cu unele specifice pentru celelalte timpuri de bază. În schimb, uneori, forme de viitor exprimă alt timp de bază. Pe lângă formele nespecifice, dar și pe lângă cele specifice se folosesc adesea complemente circumstanțiale de timp care le precizează, respectiv le întăresc valoarea temporală.

## În limba română
În română sunt patru forme de viitor propriu-zis și una de viitor anterior, toate formate analitic, distribuite după registre de limbă. Cărui registru îi este proprie o anumită formă este obiect de controversă între unii lingviști.
Una din paradigmele de viitor propriu-zis se constituie din forme specializate pentru funcția de auxiliar ale verbului a vrea, iar verbul cu sens lexical este la infinitiv fără particula a. Ca timp absolut exprimă o acțiune situată după momentul vorbirii: Spectacolul va începe la a treia bătaie a gongului. Tot cu folosire absolută, mai are și valoare de viitor istoric: În 1852 se va naște Ion Luca Caragiale. Ca timp relativ poate avea valoare de viitor în trecut, adică exprimă o acțiune posterioară în raport cu cea a unui verb la un timp trecut, dar situată înaintea momentului vorbirii (Credeam că va veni, dar n-a fost așa) sau de viitor anterior: După ce vom asculta toate părerile, vom trage concluziile.
Această formă poate avea și valoarea pragmatică de imperativ: Veți lua măsurile necesare.
Avram 1997 o consideră o formă de viitor standard, dar exclusiv de registru elevat, chiar cu un anumit caracter livresc, folosit în limbajul științific sau în cel administrativ, de evitat în vorbirea curentă. Însă pentru Bidu-Vrănceanu et al. este o formă pur și simplu standard.
Altă paradigmă de viitor se formează ca cea precedentă, dar cu o variantă a verbului auxiliar fără v inițial, ex. oi aduna. Este considerată standard, de registru curent și familiar de către Avram 1997 și Bidu-Vrănceanu et al., dar regională de către Pană Dindelegan 2013, chiar nefiind luată în seamă de Moldovan et al. 2001 (Nivel prag…), și nici de o lucrare în limba engleză precum Cojocaru 2003.
O a treia paradigmă are ca auxiliar forma invariabilă o provenită din a vrea, verbul cu sens lexical fiind la conjunctiv prezent: Altă dată n-o să te mai cred pe cuvânt. Este socotită de registru curent de către Avram 1997 și Pană Dindelegan 2013, curent, dar regională (în Muntenia, Oltenia, Dobrogea) de către Bidu-Vrănceanu et al.
O a patra paradigmă se formează din auxiliarul a avea cu formele sale complete + conjunctivul prezent: Ați făgăduit că aveți să ne scrieți regulat. Pentru Avram 1997 și Pană Dindelegan 2013 este tot de registru curent, iar pentru Bidu-Vrănceanu et al. – regională în Moldova.
Viitorul anterior este alcătuit din viitorul cu a vrea și participiul neacordat al verbului cu sens lexical. Este un timp relativ care exprimă a acțiune viitoare ce se va încheia înaintea unui moment tot din viitor, exprimat printr-un verb la viitor (Se va trece la asalt după ce artileria își va fi terminat misiunea) sau un complement circumstanțial de timp: Până atunci își va fi făcut efectul. Este un timp verbal învechit și livresc, înlocuit în limba vorbită de formele de viitor propriu-zis (vezi mai sus).
Aceste forme au și variantă de diateza pasivă, formată cu verbul auxiliar a fi care se conjugă la formele de mai sus (de diateza activă), verbul cu sens lexical fiind la participiul acordat în gen și număr cu subiectul propoziției: Cărțile vor fi puse la loc.
Există și perifraze incomplet gramaticalizate care exprimă în mod specific viitorul. Viitorul apropiat în raport cu momentul vorbirii este exprimat de a urma la indicativ prezent + conjunctivul prezent: Urmează să plec la țară. Pentru viitor apropiat în trecut se folosește a urma la imperfect: urma să plec. Tot pentru viitor în trecut, dar nu apropiat, „auxiliarul” este a avea la imperfect: Nimeni nu știa atunci că el avea să devină scriitorul cu cel mai mare succes din generația sa.

## În limba franceză
În franceză sunt mai multe forme de viitor decât în română.
Viitorul simplu a evoluat de la forme personale analitice la forme sintetice. Desinențele provin de la indicativul prezent al verbului latinesc habere „a avea” și sunt adăugate la forma de infinitiv prezent neschimbată sau deformată în cursul evoluției, de aceea înaintea lor există totdeauna un r. Se folosește de regulă cu valoare absolută, exprimând o acțiune viitoare mai mult sau mai puțin îndepărtată de momentul vorbirii: Dans cinquante ans, quel sera l’état de notre planète ? „Peste cincizeci de ani care va fi starea planetei noastre?”. Poate fi folosit și în loc de imperativ: Vous prendrez ce médicament deux fois par jour pendant une semaine „Veți lua medicamentul acesta de două ori pe zi timp de o săptămână”.
Această formă se folosește și ca viitor istoric: Pendant plusieurs décennies, Louis XIV sera le monarque le plus puissant du monde „Timp de mai multe decenii, Ludovic al XIV-lea va fi monarhul cel mai puternic din lume”.
Viitorul anterior se formează cu unul din două verbe auxiliare la viitor simplu. Marea majoritate a verbelor active primesc auxiliarul avoir „a avea”, iar toate cele folosite cu pronume reflexiv, cele puse la diateza pasivă, precum și unele active intranzitive – auxiliarul être „a fi”, verbul cu sens lexical fiind la participiul numit „trecut”. În cazul auxiliarului être, participiul se acordă totdeauna în gen și număr cu subiectul, cel puțin în scris. În unele cazuri se acordă și când auxiliarul este avoir, dar nu cu subiectul, ci cu complementul direct. Este analog ca valori cu cel din română, dar este mai frecvent, fiind folosit și în registrul curent. Exemple:
- în raport cu un verb la viitor simplu: Quand j’aurai fini ce travail, je sortirai „Când o să termin treaba asta, o să ies” (literal „Când voi fi terminat…”);
- în raport cu un verb la imperativ: Quand tu auras lu le journal, passe-le-moi „Când termini de citit ziarul, dă-mi-l și mie” (lit. „Când vei fi citit…”);
- în raport cu un moment exprimat printr-un complement (implică aspectul perfectiv și valoarea pragmatică de certitudine): Dans un mois, Marie aura accouché d'une petite fille „Peste o lună, Marie o să nască o fetiță” (lit. „… va fi născut…”).

Această formă se folosește și cu valoarea prezumtivului trecut din română: Paul n’est pas encore arrivé ; il aura oublié notre rendez-vous „Paul încă n-a venit; o fi uitat de întâlnirea noastră”.
Viitorul simplu în trecut nu are formă specifică, ci pe cea a condiționalului prezent. Este tot o formă sintetică, având tema viitorului simplu și desinențele pe care le are și indicativul imperfect. Este folosit obligatoriu în locul viitorului simplu în cele mai multe cazuri când se exprimă o acțiune posterioară celei a unui verb la trecut: On a annoncé que les élections législatives auraient lieu le 15 mai „S-a anunțat că alegerile vor avea loc în 15 mai”.
Viitorul anterior în trecut are forma condiționalului trecut și înlocuiește viitorul anterior în raport cu viitorul simplu în trecut: On a annoncé que les deux présidents recevraient les journalistes après qu’ils auraient signé l’accord de coopération entre leurs deux pays „S-a anunțat că cei doi președinți vor primi ziariștii după ce vor fi semnat acordul de cooperare între cele două țări”.
Viitorul apropiat se exprimă cel mai frecvent cu o perifrază cu verbul numit „semiauxiliar” aller „a merge”, și cu verbul cu sens lexical la infinitiv prezent. Exprimă în principiu o acțiune situată aproape de momentul vorbirii, fiind folosit cu valoare absolută: Attention, tu vas tomber ! „Atenție, o să cazi!” Se folosește și în locul imperativului: Vous allez tous prendre vos affaires et vous allez sortir sans faire de bruit „Vă luați cu toții lucrurile și ieșiți fără să faceți zgomot”.
Cu aller la imperfect se exprimă o acțiune posterioară apropiată de un moment din trecut: Au moment où j’allais sortir, j’ai constaté que j’avais oublié mon portefeuille „În momentul în care urma să ies, am constatat că îmi uitasem portofelul”.
Formele de pasiv se constituie în mod analog cu cele din română: La loi sera / va être / aura été votée par les députés „Legea va fi / urmează să fie / va fi fost votată de deputați”.

## În limba engleză
În engleză, toate formele de viitor sunt analitice.
Simple future (viitorul simplu) este și el analitic, în ciuda denumirii sale tradiționale, care se evită în gramaticile mai noi. Se formează cu verbele numite nu auxiliare, ci modale will „a vrea” sau shall „a trebui” și verbul cu sens lexical la forma de bază, cea de infinitiv fără particula to. La forma negativă, verbele modale se combină de obicei cu negația not: will not → won’t, shall not → shan’t. În unele cazuri se pot folosi ambele verbe modale fără diferență de sens: I will/shall be at home tomorrow „O să fiu acasă mâine”. În cazul unei decizii luate pe moment sau în oferte, promisiuni, will se reduce de obicei la ’ll: It’s raining. I’ll take an umbrella „Plouă. Iau o umbrelă”, I’ll do my best to help you „O să fac tot ce pot ca să te ajut”.
Promisiunea se mai exprimă și cu shall: You shall be the first to know „Tu o să afli primul/prima”. Tot shall folosește vorbitorul în întrebări în care își exprimă nehotărârea în legătură cu ceva de făcut: Where shall I put these flowers? „Unde să pun florile astea?”
Această formă de viitor poate înlocui imperativul: You will leave the building immediately „Ai să părăsești clădirea imediat”.
Future continuous (viitorul continuu) se formează cu viitorul „simplu” al lui be + participiul numit „activ” al verbului cu sens lexical. Exprimă și aspectul imperfectiv cu modul de acțiune durativ al unei acțiuni desfășurate într-o anumită perioadă din viitor (I’m going on holiday. This time next week I’ll be lying in the sun „Mă duc în concediu. Săptămâna viitoare pe vreamea asta o să fac plajă”) sau cu modul de acțiune iterativ (rezultatul unui obicei): I’ll be having lunch in the canteen as usual „O să iau masa la cantină ca de obicei”.
Future perfect (viitorul perfect) se formează cu viitorul simplu al verbului auxiliar have „a avea” și participiul trecut al verbului cu sens lexical. Corespunde viitorului anterior din română și franceză: Our neighbours are moving soon. They’ll have only been here a year „Vecinii noștri se mută în curând. Vor fi locuit aici abia un an de zile”.
Mai multe perifraze exprimă viitorul apropiat în raport cu momentul vorbirii. În toate se găsește ca auxiliar verbul be „a fi” la prezentul numit „simplu”.
Perifraza be going to (be + go „a merge” la participiu activ + verbul cu sens lexical la infinitiv cu particula to) exprimă o acțiune din viitor despre care se vede deja în prezent că se va produce (It's ten already. We’re going to be late „E deja ora zece. O să întârziem”) sau o acțiune intenționată în prezent: I’m going to start my own business „O să încep propria mea afacere”.
Perifraza be to (be + infinitiv) se folosește mai ales în știri din mass-media: The Prime Minister is to visit Budapest „Primul ministru va vizita Budapesta”.
O perifrază care exprimă un viitor iminent este be about to: Hurry up. The coach is about to leave „Grăbește-te! Acuși pleacă autocarul!” Alta este be on the point of (be + on the point of „pe punctul de a” + participiu activ): The company is on the point of signing the contract „Compania este pe punctul de semna / pe cale să semneze contractul”.
Engleza are de asemenea forme de viitor în trecut. Două corespund cu cel din franceză exprimat prin forma condiționalului prezent. Una se formează cu auxiliarul would + prezentul simplu, cealaltă cu trecutul numit „simplu” al lui be + infinitivul cu to: George Washington was the first President of a nation that would become / was to become the richest and most powerful on earth „George Washington a fost primul președinte al unei națiuni care avea să devină cea mai bogată și mai puternică de pe Pământ”.
Alte perifraze exprimă viitorul apropiat în trecut, cu verbul be la trecutul simplu:
- cu trecutul numit „continuu” al verbului go „a merge” + infinitivul cu to: Mr Dudley was going to retire, but then he found another job „D. Dudley urma să iasă la pensie, dar a găsit alt loc de muncă”;
- cu trecutul simplu al lui be + about + infinitivul cu to: We had to hurry. The coach was about to leave „Trebuia să ne grăbim. Autocarul era pe punctul de a pleca”.

Pasivul se exprimă în mod analog cu cel din română și din franceză: The drugs will be destroyed. The men are going to be charged with importing cocaine „Drogurile vor fi distruse. Oamenii vor fi inculpați pentru trafic de cocaină”.

## În BCMS
În limbile din diasistemul slav de centru-sud (bosniacă, croată, muntenegreană, sârbă, prescurtat BCMS) sunt numai două forme de viitor, ambele analitice, cu mici deosebiri fonetice redate în scris, și morfofonologice între cele patru standarde.
Viitorul I se formează cu verbul auxiliar sr  hteti / bs , hr  htjeti / cnr  htjeti sau šćeti „a vrea” la indicativ prezent, verbul cu sens lexical fiind la infinitiv.
Auxiliarul se folosește întreg când poartă accent, ceea ce se întâmplă în întrebarea totală, când aceasta este construită cu particula interogativă li: sr  Hoću li videti? „O să văd?”. În alte cazuri, auxiliarul devine un clitic neaccentuat, cu o formă mai scurtă, fără silaba ho. În acest caz sunt două situații în privința formei:
- Dacă imediat înaintea verbului este cel puțin un cuvânt accentuat, auxiliarul este antepus verbului cu sens lexical, în toate standardele, deseori după auxiliar fiind și alte cuvinte decât verbul cu sens lexical: bs  Sutra ću posjetiti roditelje „Mâine o să le fac o vizită părinților”[27], cnr  Ta će se zgrada graditi više godina „Clădirea aceasta se va construi timp de mai mulți ani”[28].
- Dacă imediat înaintea verbului nu este niciun cuvânt accentuat sau înaintea sa este o pauză, auxiliarul este imediat postpus. În standardul sârbesc și în cel muntenegrean cade sufixul de infinitiv, dacă acesta este -ti, iar auxiliarul formează un singur cuvânt fonetic și scris cu celălalt verb: cnr  Zvaću Ivana i reći ću mu sve što znam „O să-l chem pe Ivan și o să-i spun tot ce știu”[28]. În ortografia standardului croat și a celui bosniac, cade numai i de la sufixul -ti și auxiliarul este despărțit: hr  Po mom povratku udarit ćemo na Krško „După întoarcerea mea vom da lovitura împotriva orașului Krško” (August Šenoa)[29].

La forma negativă, cuvântul negativ ne este sub formă de prefix al auxiliarului, care astfel devine accentuat și antepus, în toate standardele: bs  Čestit čovjek nikad neće prevariti drugoga „Un om cinstit nu-l va înșela niciodată pe altul”.
După cum se vede din exemplele de mai sus, viitorul I corespunde în general formelor numite mai sus „viitor propriu-zis” și celui apropiat. Ca în alte limbi, această formă se poate folosi în locul imperativului: sr  Odnećeš ovo pismo i reći ćeš… „Ai să duci scrisoarea asta și ai să spui…”. Mai are și valoare istorică (cnr  Dugo je vladao mir i niko ništa nije pitao; tek treći dan reći će princeza majci:… „Multă vreme a domnit pacea și nimeni n-a întrebat nimic; abia a treia zi îi va spune mamei prințesa:…”) și omnitemporală: Dok je novca, biće i prijatelja „Până sunt bani, vor fi și prieteni”. Cu viitorul I al verbului biti „a fi” + conjuncția da « că, să » + prezentul sau perfectul verbului cu sens lexical se exprimă valoarea prezumtivului din română: Biće da se razboljela „S-o fi îmbolnăvit”.
În afară de folosirea sa absolută, această formă se folosește în mod relativ și ca viitor în trecut: sr  Rekao sam da ćete se posvađati i tako je i bilo „Am spus că o să vă certați și așa a și fost”.
Viitorul II est alcătuit din forma de indicativ prezent de aspect perfectiv a auxiliarului biti „a fi”, folosită numai ca auxiliar + participiul activ al verbului cu sens lexical, care se acordă în gen și număr cu subiectul. Valorile sale sunt numai relative, diferite după cum verbul cu sens lexical este perfectiv sau imperfectiv, ceea ce este exprimat cu anumite prefixe și sufixe sau prin lipsa acestora. Este folosit numai în propoziții subordonate. Cu verbe imperfective exprimă de regulă o acțiune simultană cu cea a verbului regent la viitorul I: sr  Ako ne budu slušali, neće ništa naučiti „Dacă n-au să asculte, n-au să învețe nimic”. Cu verbe perfective exprimă de obicei o acțiune anterioară celei a verbului regent, care poate fi și la imperativ: Uzmi ono što budeš našao „Ia ce ai să găsești”.
În BCMS, pasivul se formează tot cu auxiliarul corespunzător lui „a fi” (biti) și cu participiul numit „pasiv”, acordat în gen și număr cu subiectul, corespunzător participiului din română, în toate standardele: Knjiga će biti napisana „Cartea va fi scrisă”.

## În limba maghiară
În maghiară există câte o formă de viitor la modurile indicativ și participiu.
Indicativul viitor. La acest mod, numai verbul cu sensul „a fi” are formă de viitor simplă, supletivă: prezent van „este” – viitor lesz „va fi”.
Pentru toate celelalte verbe există o singură formă de viitor, analitică, alcătuită din verbul auxiliar fog (cu sensul lexical „a prinde, a ține”) la indicativ prezent și infinitivul verbului folosit cu sens lexical. Auxiliarul poate fi postpus sau antepus la forma pozitivă, dacă verbul nu are prefix: Sokáig élni fog sau Sokáig fog élni „Va trăi multă vreme”. Dacă înaintea verbului este un cuvânt accentuat, auxiliarul este antepus, de exemplu la forma negativă: Nem fogom eltűrni, hogy így beszélj velem „N-am să tolerez să vorbești așa cu mine”. În cazul verbelor cu prefix, la forma pozitivă, auxiliarul este situat între prefix și verb: Meg fogják építeni a kórházat „Vor construi spitalul”.
Această formă are în general valorile absolute și relative ale viitorului numit mai sus propriu-zis și ale viitorului apropiat. Servește cu valoare pragmatică și la atenuarea unei cereri sub formă de întrebare: Fogsz nekem főzni egy kávét? „O să-mi faci o cafea?”.
Viitorul pasiv se construiește cu verbul lesz ca auxiliar și verbul cu sens lexical la gerunziu, care în acest caz corespunde participiului din română: Egy hét múlva be lesz fejezve a munka „Peste o săptămână o să fie terminată treaba”.
Participiul viitor este sintetic, marcat printr-un sufix specific. Are valoarea modului supin din română: A ma feladandó levelek az asztalon vannak „Scrisorile de trimis astăzi sunt pe masă”.

## Viitorul exprimat prin forme nespecifice
Cel puțin în limbile amintite aici, unele forme verbale altele decât de viitor exprimă și ele în mod implicit acțiuni situate după momentul vorbirii. Astfel este, bunăoară, imperativul, prin care vorbitorul cere sau sugerează altei persoane să facă sau să nu facă ceva, eventual implicându-se și pe el în subiect. Exemple:
- ro  Dă-mi împrumut zece lei, te rog![36];
- fr  Ne touchez pas à ça ! „Nu (vă) atingeți (de) asta!”[37];
- en  Come in „Intră / Intrați”[38];
- sr  Krenimo! „Să pornim!”[39];
- hu  Hagyjál békén! „Lasă-mă în pace!”[40].

Conjunctivul prezent și formele care îi corespund în diverse limbi, folosit în mod absolut cu valoare de imperativ, inclusiv referitor la persoana a treia, vizează de asemenea viitorul, iar ca timp relativ în raport cu verbul regent la prezent, se poate referi tot la viitor sau, raportat la un moment din trecut, poate avea valoare de viitor în trecut:
- ro  Nu vreau să plec[41];
- fr  Que personne ne sorte ! „Să nu iasă nimeni!”[42];
- en  The Opposition are insisting that the Minister resign „Opoziția insistă ca ministrul să demisioneze”[43];
- hu  Megmutatta, hogyan játsszuk el a szerepet „Ne-a arătat cum să jucăm rolul”[44].

Infinitivul prezent sau singura sa formă în unele limbi poate de asemenea avea valoare de viitor, cu folosire absolută în locul imperativului, dar și folosit în mod relativ, când subiectul lui coincide cu al verbului regent, mai rar în română sau în sârbă, mai frecvent în alte limbi, ca franceza sau croata:
- ro  A nu se răsturna![45];
- fr  Il veut venir avec nous „Vrea să vină cu noi”[46];
- en  He wants to go „Vrea să meargă”[47];
- hr  Marija želi pisati „Maria dorește să scrie”[48];
- hu  Nem tudom kinyitni az üveget „Nu pot deschide sticla”[49].

În română, verbul la supin poate exprima de asemenea viitorul față de prezent sau viitorul în trecut, în funcție de timpul verbului regent: De reținut acest lucru.
Forma de indicativ prezent este frecvent folosită în locul celor de viitor. În unele limbi, ca BCMS, verbul perfectiv cu formă de prezent nici nu are valoare de prezent, ci de viitor, fiind folosit de regulă în propoziții subordonate: sr  Oni će igrati tango dok ne padnu od umora „Vor dansa tango până ce vor cădea de oboseală”.
În maghiară, verbele de aspect perfectiv, exprimat mai puțin sistematic decât în BCMS, prin anumite prefixe, pot exprima viitorul cu forma de prezent și în propoziții independente: Megtanulja a verset „O să învețe poezia”.
Și în limbile care nu exprimă sistematic aspectele prin morfeme, forma de indicativ prezent este folosită frecvent pentru exprimarea viitorului, mai ales însoțită de complemente circumstanțiale de timp care contribuie la aceasta:
- ro  Mâine plec la Constanța[53];
- fr  J’arrive dans cinq minutes „Ajung peste cinci minute”[54];
- en  I’m going home tomorrow „Merg acasă mâine”[55].

În maghiară, și verbul imperfectiv poate exprima astfel viitorul. Există și un adverb care are unul din sensuri specializat în exprimarea viitorului: Majd látni akarom, mit rajzoltatok „O să vreau să văd ce ați desenat”.
Tot la viitor se referă și verbul folosit cu formă de prezent în loc de imperativ:
- ro  Stingi chiar acum lumina și te culci![57];
- fr  Vous prenez la première rue à droite „O luați pe prima stradă la dreapta”[54];
- en  You turn left at the church „La biserică o iei/luați la stânga”[58];
- hu  Elmegy a sarokig, és ott jobbra fordul „Mergeți până la colț și acolo cotiți la dreapta”[59].

În BCMS, conjunctivului prezent românesc îi corespunde indicativul prezent, inclusiv cu toate valorile sale de viitor: hr  Odmah da dođu svi ovamo! „Imediat să vină toți aici!”.
Dacă în română este posibilă folosirea viitorului pentru predicatul propoziției circumstanțiale condiționale introduse prin conjuncția „dacă”, într-o limbă ca franceza este obligatoriu indicativul prezent cu conjuncția corespunzătoare si: Si j’ai le temps, je passerai chez toi ce soir „Dacă am timp / o să am timp, o să trec pe la tine deseară”. Nici în engleză nu se poate folosi o formă de viitor în cazul echivalent. Se folosește cel mai adesea o formă de prezent: If it rains, the reception will take place indoors „Dacă plouă / va ploua, recepția va avea loc în interior”.